# PFC Sliven
Le Profesionalen Fudbolen Klub Sliven (en bulgare : Професионален футболен клуб “Сливен”), plus couramment abrégé en PFK Sliven, est un ancien club bulgare de football fondé en 1914 et disparu en 2000, et basé dans la ville de Sliven, dans l'est du pays.
Un autre club de la ville, l'OFC Sliven 2000, a depuis repris le flambeau.

## Historique
- 1914 : Fondation du club[2] sous le nom de Sportist Sliven.
- 1925 : Première apparition du club au niveau national. Sous le nom d'Asenovets Sliven, il participe à l'édition 1925 du championnat bulgare, disputé sous forme de coupe, entre les champions régionaux. Le parcours s'arrête en quarts de finale face au SK Vladislav Varna, le futur champion.
- 1963 : Première saison en A PFG, le championnat de première division bulgare, sous le nom de Mlada Gvardiya Sliven. Cette première saison s'achève à une modeste treizième place.
- 1964 : le club change une nouvelle fois de nom pour devenir le PFK Sliven.
- 1965 : Relégation du club en deuxième division après une saison manquée. Il parvient à remonter parmi l'élite au bout de deux saisons. Ce deuxième passage en D1 ne dure qu'un an.
- 1974 : Nouvelle promotion du PFK parmi l'élite. Son séjour est beaucoup plus long que les précédents puisqu'il va durer dix-ans.
- 1984 : Un imbroglio concernant le PFK et le club du ZhSK-Spartak Varna lui permet d'accéder à la Coupe UEFA, après avoir terminé à la troisième place du classement. À la suite de la réclamation en appel du ZhSK, Sliven est finalement reclassé 7e en 2000. La campagne européenne voit le club remporter son seul succès international, avec une victoire à domicile face aux Yougoslaves du FK Željezničar Sarajevo (1-0). Un échec 5-1 au match retour met un terme à cette première campagne continentale.
- 1990 : Le club remporte son premier et unique trophée, avec un succès en finale de la Coupe de Bulgarie face au CSKA Sofia. Grâce à cette victoire, le PFK participe à la Coupe des Coupes. Le tirage au sort européen est cruel, avec un duel face à la Juventus dès le premier tour. La logique est respectée, avec deux revers face aux Italiens (0-2, 1-6).
- 1993 : Avec une dernière place au classement de première division, le club quitte définitivement le haut niveau. Il disparaît sept ans plus tard.

Parmi les grands noms ayant porté les couleurs du club, on peut citer Yordan Letchkov, artisan du succès en finale de la Coupe en 1990, et depuis devenu président de l'OFC Sliven 2000, qui est né sur les cendres du PFK.

## Bilan européen

### Palmarès
- Coupe de Bulgarie (1) :
  - Vainqueur : 1989-90

### Bilan européen
Note : dans les résultats ci-dessous, le score du club est toujours donné en premier
| Saison    | Compétition      | Tour                | Club                 | Domicile | Extérieur | Total |
| --------- | ---------------- | ------------------- | -------------------- | -------- | --------- | ----- |
| 1984-1985 | Coupe UEFA       | Premier tour        | Željezničar Sarajevo | 1 - 0    | 1 - 5     | 2 - 5 |
| 1990-1991 | Coupe des coupes | Seizièmes de finale | Juventus FC          | 0 - 2    | 1 - 6     | 1 - 8 |

Légende
- Victoire ou qualification pour le tour suivant
- Match nul
- Défaite ou élimination de la compétition